# E842
E842 eller Europaväg 842 är en europaväg som går mellan Neapel och Cerignola i södra Italien. Den är 170 km lång.

## Sträckning
Neapel - Nola - Avellino - Cerignola

## Standard
Vägen är motorväg hela sträckan (A16). 

## Anslutningar till andra europavägar
- E45
- E841
- E55